# 新・花のあすか組!
『新・花のあすか組!』（しんはなのあすかぐみ）は高口里純による日本の漫画作品である。
『花のあすか組!』の続編にあたる。未完に終わったが、2018年4月6日より最終巻・第8巻からの続きが『花のあすか組! BS(ブラックスクール)編』と題され、Renta!、マンガJAMにてウェブコミック連載され、完結した。

その続編に『花のあすか組! ∞インフィニティ』がある。

## 概要
『花のあすか組 !ver.2003』が角川書店の臨時増刊雑誌「月刊Asuka2003年2月号増刊別冊あすか」に掲載された。しかし「別冊あすか」は2号目で廃刊となり『花のあすか組!ver.2003』の連載は頓挫した。300ページ前後で完結の予定だった。
数ヶ月後、祥伝社発行の「FEEL YOUNG」2003年10月号より『新・花のあすか組!』として『花のあすか組!ver.2003』の続きの連載が始められた。
「FEEL YOUNG」での連載が最終回に近づいた時期、ウェブコミック連載への移行が行われ、連載が引き延ばしとなる。「フィーヤン・ネット」において2008年10月より無料公開されることとなった。しかし、ウェブコミック連載の大量ページ長期間アップロードが行えない事により打ち切りとなる。ウェブコミック連載におけるアップロード可能なページ数では引き延ばしたストーリーの収拾がつかないため、未完として終了した。
2008年6月7日発売「FEEL YOUNG」7月号に掲載の第58話までが雑誌連載であり、2008年10月24日「フィーヤン・ネットWEBコミック&コラム」配信の第59話からがウェブ連載である。2009年5月16日、第63話をもって連載終了となった。
コミックスは祥伝社フィールコミックスより全8巻刊行されている。また、角川書店「月刊Asuka」に連載された『花のあすか組!』の再刊も祥伝社より行われた（『蘭塾編』上中下巻）。文庫版『花のあすか組!』の新装版も祥伝社より行われた。
『花のあすか組!』と合わせた累計は2015年時点で1300万部である。

## 『花のあすか組!』からの変更点
- 『花のあすか組!』最後の事件の収束後から、あすかの15歳の誕生日までに挟まれた物語である。
- あすかは紫苑学園ではなく世田谷区立第一中学校に通っている。
- あすかは15歳の誕生日にヤスヒロからピアスを返してもらうまでピアスをしていなかったが、ピアスを付けている。
- HIBARIが幼少時の骨折で、片足が不自由との設定が追加されている。
- 名称の変更。ひばり→HIBARI、赤鬼→レッドサイド、青鬼→ブルーサイド、朱→オレンジ、ジーザス→神、弥勒→ミロク。

## あらすじ
HIBARIのカゲボウシ（影武者）でありHIBARIの写し身ともいえる九曜桜紋「花園のマリー」と九楽あすかとの戦いを通して、あすかとHIBARIの決別が描かれる。

### 点画（マーキング）
三ヶ月のアメリカ留学から帰ってきたあすかに、ミコが花園神社に記された「蛇頭」のマーキングを見せに来た。マーキングの被害は、ミコ、姫、あすか、水、桐生、「薔薇の宮」にも及び始める。そして「蛇頭」のマーキングはいたる所で目に付くようになった。マーキングは千代田区の全中裏構成員による所業で、「摂政」による、あすかと寧々との対決の下準備だった。「蛇頭」のマーキングだけは、裏で「摂政」と手を組んだ最首の一味による霍乱だった。
- 地に円
  - 全中裏の末端にいる少女たち（ベビー・チック）が行う、力比べのバトルゲーム。その名のとおり地面に描いた円の中で争い、円の外に出されたら負けである。敗者の手の甲には×印を、勝者には○印をつける。

### あすかvs東條寧々
HIBARIのカゲボウシである九曜桜紋「花園のマリー」と、千代田区エリアマスター東條寧々とが、側近“左”の候補者となり、競い合う。側近“左”の位置に座する条件は、九楽あすかを超えるか、あるいは倒すこと。
寧々は千代田区の兵隊にマーキングを記した対象を襲わせる。あすかは桐生に千代田区以外のエリアマスターの招集を頼み、集まったエリアマスター達に、千代田区と招集に応じなかったエリアマスターの地区を叩くことを指示。全中裏への反乱となる為、あすかに協力するエリアマスターは引退を前提として行動を起こす。
あすかは“赤鬼”を奇襲し、エリアマスター達の争いに乱入させるよう仕向ける。
桐生の招集に応えなかったエリアマスター達には、事前に寧々から「九楽あすかを倒す法」を聞かされていた。それぞれのエリアマスター達が、あすかを倒そうとして来る。寧々はエリアマスター達を自分の思惑通りに動かし、あすかを倒させる事で「側近“左”の位置の競い合い」における自分の手柄とするつもりでいた。
あすかは協力するエリアマスター全員を、ケータイバトルフィールドのあるシブヤへ集結させた。
- ケータイバトル
  - ケータイバトルフィールド
    - シブヤのドラッグストアの地下にある。渋谷区エリアマスター「鈴木M」が仕切っている。

  - キツツキ
    - ケータイバトルフィールドで携帯電話メールの早打ちの上位者の呼び名

  - ランニング・ショット
    - 走りながら5秒か10秒以内に携帯電話で、質問のメールと回答のメールを送りあう。送れなくなるか、時間内に送れなかったら負け。

  - 落とし勝負
    - 二人対決で、相手側陣地にいる見物人のメールアドレスを早打ちしメールを送り、先に20人の着メロを鳴らしたら勝ち。

  - 決闘
    - 負けた方の携帯電話のメモリ一件が公開される。同時スタートで二者が別々の小説の一ページを携帯電話に打ち込み、全文打ち終わると相手の携帯電話に送信する。スタイルが西部劇の決闘に似ている。

### 闇夜のカラス
シブヤには、ビルの地下のケータイバトルフィールドの中の、あすか、世利奈、キホと、そのビル周辺に集結した、あすかに協力するエリアマスター達とその兵隊が集う。そのビルの屋上に“赤鬼”が現れ、“赤鬼”の合図でシブヤ周辺に停電が起きる。そして“赤鬼”配下の「小鬼」の集団が、あすかとエリアマスター達に攻撃を始める。両陣営が激突する中、脱出したあすか（実は九曜巴紋）、世利奈、キホ。3人の移動する所を追うようにして次々と停電し灯りが消えてゆく。“鬼”の仕掛けた「闇夜のカラス」という作戦だった。3人の行く手には、あすかを倒そうとするエリアマスターとその兵隊が待ち受けていた。寧々より、「闇の先にあすかが居る」と伝えられていたのだ。
あすかを倒そうとする側のエリアマスター、あすかに掻き集められた協力する側のエリアマスター、双方のエリアマスター達とその兵隊は、両陣営がぶつかり合う場所に現れた、“赤鬼”と「小鬼」の集団に一網打尽にされる。
あすかと“鬼”の目的は、両者共、エリアマスター達末端構成員への見せしめだった。互いの動向を見抜き合っていた、あすかと“鬼”は、暗黙の了解で連携し、エリアマスター達を叩いたのだった。
側近“左”の位置を巡る争いは、手段を失った寧々の敗北宣言により幕を下ろした。
当初HIBARIは「マリー」を側近“左”に据えるつもりでおり、あすかと「マリー」を競わせようとしていたが、「摂政」が、「マリー」と寧々との競い合いに構図を変えていたのだった。

### あすかvs“赤鬼”&“青鬼”／“紅”からの世田谷区救出
あすかvs“赤鬼”&“青鬼”。
九曜巴紋&九曜星紋vs「鬼影」。
東條寧々、「鬼影」の「封印の書」を使用。“赤鬼”“青鬼”から「鬼影」の所有権を自分のものにし、カゲボウシ同士の戦いを中止させる。
戦いの構図が、あすか&九曜巴紋&九曜星紋vs“青鬼”となり、あすかの勝利。
同時刻、“紅”の制裁にあっている世田谷を助けに行く、エリアマスターら末端構成員たち。
千代田区エリアマスターが東條寧々から平塚季穂に引き継がれる。平塚季穂は「鬼影」の「封印の書」を受け継ぎ、カゲボウシ二つの所有者となる。

## 登場人物

### 主要登場人物
九楽 あすか （くらく - ）
中学2年生。14歳。元、全中裏・側近“左”。とても喧嘩の強い美少女。関わる人間に多大な影響を与える。身長155cm。頻繁に「チビ」と形容される。実際の顔はあまり知られていないが、「九楽あすか」の名前は女子中学生達の間に伝説的に広まっている。携帯電話を持たない。全中裏を辞めた後もHIBARIから執着されているため、絶えず標的にされる。全中裏の九曜巴紋、九曜星紋というカゲボウシ（影武者）がHIBARIの意思であすかの味方をしている。
平塚季穂を気にかける。
- ［点画（マーキング）］

「摂政」の指示による千代田区構成員の仕業で、制服にマーキングされる。マーキングで完成された漢字は「無」。
- ［あすかvs東條寧々］

桐生にエリアマスターの召集をかけさせ、応じたエリアマスターに東條寧々の率いる千代田区とそれに味方するエリアマスターを叩かせるよう指示する。自身は全中裏の集会に奇襲をかけ、“赤鬼”を倒して降格対象にし「あすかvs東條寧々」戦に巻き込む。
世利奈がケータイバトルフィールドへキホを助けに行くのに同行し、同時に味方のエリアマスターをケータイバトルフィールドのあるシブヤに終結させる。地下にケータイバトルフィールドのあるドラッグストアの屋上に現れた“赤鬼”の部下「小鬼」達と、味方のエリアマスターとその配下の末端構成員とで起こされた大乱闘中に、世田谷区エリアマスター清白咲也に捕らわれる。
この動乱は、暗黙の了解で“赤鬼”と連携し同じ目的をもって行動した。東條寧々の策略に対抗する援軍としてエリアマスターを動かしたように見せかけたが、最終的には「エリアマスター如きが、九楽あすかや裏番十人衆を倒せるなどと思い上がるな」と思い知らせるために、「あすかvs東條寧々」戦に加わったエリアマスターと末端構成員を完膚無きまで叩きのめした。
- ［あすかvs赤鬼&青鬼／紅からの世田谷区救出］

自宅周辺が停電し「闇に向かえ」とのメールが届き、“赤鬼”“青鬼”から誘い出され敵陣へ乗り込む。暗闇の中、“赤鬼”“青鬼”を倒した後、九曜紋二人もその場に現れ勝利が確定した。
- ［蘭塾奪還プロジェクト］

HIBARIの為に「マリー」の居る蘭塾へ向かう。キホと同じヘリコプターで蘭塾入りした。
森丘 世利奈 （もりおか せりな）
あすかの同級生。携帯電話で始終メール交換をしていないと不安になる携帯電話依存症で、母との会話もメールでしていた。まともに声を出せなかった。
- ［点画（マーキング）］

ミコのマーキングされた携帯電話拾ってしまったことで、あすかと接触を持つ。
学校で同級生からイジメられており、屈辱的な写真を撮られ拡散させられてしまう。イジメ首謀者に携帯電話を奪われるが、携帯電話を持たずに家の外に出られなかったため、あすかに取り返してもらう。その代わりあすかの言うことをなんでも聞くと約束する。
ミコのマーキングされた携帯電話の中の一台をあすかに持たされ、その携帯電話が鳴るたび千代田区構成員から襲われる事態になるが、携帯電話の早打ちで反撃し追い払った。
- ［あすかvs東條寧々］

自分を守ったキホがケータイバトルフィールドに連れて行かれてしまい、あすかと共に助けに向かう。そこでは携帯電話早打ち・通称「キツツキ」No.3だった。携帯電話対決の賞品にされたキホを助けるために対決に挑む。
ケータイバトルフィールドに攻め入ってきた「小鬼」達から、あすか（正体はカゲボウシ）とキホとの三人で抜け出す。あすかの通信兵としてエリアマスターに指示のメールを出す。
あすかの通信兵として動乱の一晩を共にした日から、徐々にメールではなく声に出すことが増えた。あすかに「この世で一番大事な物は？」と問われ、「友達」と答えを出す。あすかに語りかける時の自分流のルールを決め、あすかと友達となった。
堂本 美子（どうもと ミコ）
あすかのマブダチ。中学2年生。14歳。眉毛が無い。元・西区筆頭表番候補だったが全中裏には入っていない。しかし深入りしてしまう。
全中裏の内情に詳しい。直情的で威勢良く、とても喧嘩が強い。携帯電話の操作、携帯サイト、スターバックスのオーダーやデコレーション携帯電話など若者文化に通じている。
- ［点画（マーキング）］

千代田区構成員の仕業で、8台持っている携帯電話の全てにマーキングされる。マーキングを合わせると「永」の字になり「永字八法」と呼ばれる。それらの携帯電話が鳴るたび、所持している者は千代田区末端構成員やブラックチャイナに襲われる。8台の携帯電話は、ミコ、あすか、世利奈、姫、水、桐生、九曜巴紋、九曜星紋が持つことになった。
- ［あすかvs東條寧々］

あすかに頼まれエリアマスター達をまとめようとするがなかなか上手くいかない。結局、那智一恵、国生光、滝愛、田代麻名、斎藤まほ、鈴木静香、夏八木聡子の兵隊を一時預かりにした。
あすかと共に行ったケータイバトルフィールドで鈴木Mを挑発し勝負に持ち込む。
「薔薇の宮」フサコ
先々代の全中裏十人衆・側近“左”、元・HIBARI・SS統括最高責任者だったが、現在は部外者。19歳。額に薔薇の刺青入れている。
- ［点画（マーキング）］

千代田区構成員の仕業でペンダントにマーキングされる。水によるマーキングの予想形は「圏」。そして「摂政」に軟禁される。
- ［蘭塾奪還プロジェクト］

ドラゴンの手引きで蘭塾に入る。
最首とマリーとの間の密約の判定員となる。
桐生 定子（きりゅう ていこ）
元・総エリアマスター。19歳。派手なパンクファッションをしている。人が良く人望がある。喧嘩には弱い。
- ［点画（マーキング）］

千代田区構成員の仕業で、ブーツとバックルにマーキングされる。マーキングが完成させられ「六」の字になった時、6人の千代田区構成員の攻撃対象となる。追いかけ回され襲われていたが、ミコが秒殺した。
- ［あすかvs東條寧々］

元・総エリアマスターの権限でエリアマスター全員に召集をかける。召集に応じたエリアマスターをあすか側に味方させ、千代田区と千代田区側についたエリアマスターを攻撃させようとするが、あすかの目的は別にあったことを後で知る。
- ［蘭塾奪還プロジェクト］

ドラゴンの手引きで蘭塾に入る。
「ヨーコ」鬼島 陽湖（きじま ようこ）
あすかの親友。ミコの腹違いの姉。亡くなって間も無い。享年18歳。

### 全中裏
女子中学生で構成された組織。中学生を中心とする子供達が注目するイベントなどに関わり、勢力の拡大、資金の調達を行なっている。
HIBARI
全中裏統括者。正体不明の女性。バロック調の豪奢なドレスに身を包み、ベールで目を隠している。あすかが唯一無二の存在となっている。
自身のカゲボウシである九曜桜紋マリーを空席である側近“左”へ据えようとする。
- ［あすかvs赤鬼&青鬼／紅からの世田谷区救出］

あすかと“赤鬼”“青鬼”との戦いを見物し楽しむ。
- ［蘭塾奪還プロジェクト］

マリーから分け合った痛みを忘れると伝えられ、カゲボウシをやめられる。あすかから一切手を引く。

#### 裏番十人衆
［側近・左右］
側近 “左”“右”は他の裏番十人衆より格が上である。
側近 “右”- 春日 （かすが）
女性ではない。18歳。姫に目をかけている。
- ［蘭塾奪還プロジェクト］

キホをあすかと共に蘭塾へ行かせてはどうかと「摂政」へ誘いかける。
マリーの意志を尊重し、側近“左”でもカゲボウシでもなくなることを許した。
［地］
地 “赤鬼/レッドサイド”
- 武器／日本刀だが封印し鞘は一切抜かない
- 特徴／右目を封印しアイマスクを付けている。ポニーテール。
- 設定／「小鬼」という多人数の配下を持つ。「小鬼」は頭巾を被り短い木刀を所持している。
- ［あすかvs東條寧々］

あすか達のいるケータイバトルフィールドのあるドラッグストアの屋上に現れ、「小鬼」達とエリアマスターとその配下の末端構成員との大乱闘を引き起こす。
その後、新宅貴弓とその末端構成員と、それに相対する、漠らん子、赤江かりん、綾部美葉とそれらの末端構成員と、那智一恵、不破徳美が集結した大乱闘の場に現れ、「小鬼」達にエリアマスターを襲撃させ壊滅させた。エリアマスターを含める末端構成員への制裁である。
- ［あすかvs赤鬼&青鬼／紅からの世田谷区救出］

“青鬼”と共にあすかと戦っていたが倒される。
地 “青鬼/ブルーサイド”
- 武器／日本刀だが封印し鞘は一切抜かない
- 特徴／左目を封印しアイマスクを付けている。
- 設定／「闇夜のカラス」という、目的の場所を停電にして、停電の暗闇を移動させることが出来る。攻撃対象を暗闇の中に追い詰める。
- ［あすかvs赤鬼&青鬼／紅からの世田谷区救出］

あすかを暗闇の中へ誘い出し、“赤鬼”と共に戦う。暗闇の中でも“赤鬼”と“青鬼”が連携して戦えるのは、剣に付けた匂い袋のためだと見破られる。「鬼影」を頼りにしていたが、「鬼影」は東條寧々のものになっており敗北する。
［三色］
三色 “紅”
西区裏番。悪意に満ちた性格で好戦的。左目の左下にあすかに付けられた傷跡がある。配下の西区構成員に無理難題を押し付けたり、薄情な扱いをしており全く人望がない。前・西区裏番のあすかを逆恨みしている。
- ［あすかvs赤鬼&青鬼／紅からの世田谷区救出］

自分の管轄区である西区の世田谷があすかを捕らえたことで春日の叱責を受け、世田谷へ怒りの矛先を向ける。あすかと“赤鬼”“青鬼”が戦っている最中、世田谷区エリアマスター・清白咲也と末端構成員全員をリンチにかける。
三色 “朱/オレンジ” 六代目
蘭塾の実権は実質的にはシークレットラインを有する最首に奪われており、三代目以後はその見張り役としての立場に甘んじている。実権を失った三代目から六代目までの“朱”は仮の代目に過ぎず、本編の約2年後を描いた『花のあすか組!』外伝VOL.25「月」にて正式な四代目が登場する。
- ［蘭塾奪還プロジェクト］

ブランド物の服装をしている。最首たち微里威同盟と親しくしており、共存を選んでいる。

#### 西区表番
西区裏番は“紅”。HIBARIの統治法により、西区を問題を起こさせる区にして組織に風穴を開けさせ風通しを良くし、ひるがえって他の区の統制を凝固なものにしている。その為、わざと災いをもたらす“紅”を裏番に据えたり、強い影響力を持つあすかを裏番に据えたりしている。
「姫」 巳姫 正子 （みき しょうこ）
西区筆頭表番。中学1年生。13歳。おかっぱ頭の美少女。おとなしげに振舞っているが内心ヤンキー気質である。最有力幹部（裏番）候補。
- ［点画（マーキング）］

千代田区構成員の仕業で、靴にマーキングされる。水によるマーキングの予想形は「完」。
- ［蘭塾奪還プロジェクト］

全中裏から引退する予定だった元エリアマスター達の中から西区裏番に見合う者を厳選し、あすかの入塾時期と合わせて蘭塾へ送り込んだ。
「水」 水森 奈々 （みずもり なな）
中学2年生。14歳。情報蒐集、分析能力に長ける。
- ［点画（マーキング）］

千代田区構成員の仕業で、腕時計にマーキングされる。マーキングで作られる漢字の完成形を予測した。自身への予想形は「彫」。

#### 元・エリアマスター
『花のあすか組!』で全中裏から引退した西区表番に代わる人材の補充を春日に求めた姫が、「紅からの世田谷区救出」の騒動で引退する予定だったエリアマスター達から人選した者達。
西区表番になるかどうか迷っていたが、「あすかが近々蘭塾入りする」と知り全員入塾した。表向きは「一定期間の蘭塾預かりによる力量の証明」だが、姫が蘭塾におけるあすかの即戦力となるよう企み送り込んだ。
赤江 かりん （あかえ - ）
元・中央区エリアマスター。中学2年生。14歳。リーダーシップがある。市花文緒に勝てないことを度々からかわれる。市花文緒を「文緒」と呼ぶ。市花文緒とは何度かタイマンを張っているが仲は良い。
- ［あすかvs東條寧々］

あすかvs東條寧々では、あすか側に味方する。あすかを襲撃する千代田区の末端構成員達を、中央区の末端構成員達で押し留め制圧した。東條寧々に降参するよう交渉に行くが「九楽あすかを倒す法」を教えられ、あすかを倒したい誘惑にかられる。そして、あすか（正体はカゲボウシ）に配下の末端構成員達とで対決する。
- ［あすかvs赤鬼&青鬼／紅からの世田谷区救出］

“紅”の制裁にあっている世田谷を助けに行く。
- ［蘭塾奪還プロジェクト］

蘭塾では三つ編みを解き帽子を深く被っていた。
那智 一恵 （なち かずえ）
元・葛飾区エリアマスター。中学3年生。15歳。美少女。
- ［あすかvs東條寧々］

あすかvs東條寧々では、あすか側に味方する。国生光から協力してあすかを倒さないかと誘われる。
- ［あすかvs赤鬼&青鬼／紅からの世田谷区救出］

“紅”の制裁にあっている世田谷を助けに行く。
- ［蘭塾奪還プロジェクト］

忍 流華 （しのぶ るか）
元・足立区エリアマスター。中学1年生。13歳。いつもヘルメットを被っている。短気で手短なところで暴れまわる。
- ［あすかvs東條寧々］

あすかvs東條寧々では、あすか側に味方する。千代田区のキホを捕まえ、見せしめにケータイバトルフィールドに連れて行った。
ケータイバトルフィールドのあるドラッグストアを包囲し中にいるあすか達を襲撃してきた“赤鬼”の部下「小鬼」達を、「弁天」、漠らん子、綾部美葉の兵隊達と、自分の配下の末端構成員とで迎え撃つ。
- ［あすかvs赤鬼&青鬼／紅からの世田谷区救出］

“紅”の制裁にあっている世田谷を助けに行く。
- ［蘭塾奪還プロジェクト］

蘭塾ではマスクで顔を隠していた。
国生 光 （こくしょう ひかる）
元・練馬区エリアマスター。中学3年生。15歳。非常に用心深く、行動を起こすのはエリアマスターの中で最後になる。
- ［あすかvs東條寧々］

あすかvs東條寧々には不参加のつもりだったが、「九楽あすかを倒す法」を教えられていたため、那智一恵に一緒にあすかを倒そうと誘うが断られる。ミコに強引に命令され、あすか側に味方する。ケータイバトルフィールドのあるドラッグストアの屋上に“赤鬼”を見つける。
あすかと“赤鬼”の目的にいち早く気付くが既に遅かった。
- ［蘭塾奪還プロジェクト］

市花 文緒 （いちはな ふみお）
元・荒川区エリアマスター。中学2年生。14歳。いつも落ち着きを払い状況を見据えている。桐生、エリアマスター達から信頼され実力を認められている。
- ［あすかvs東條寧々］

あすかvs東條寧々では、あすか側に味方する。桐生からあすか側についたエリアマスターのまとめ役になる。新宅貴弓から協力してあすかを倒さないかと誘われる。
- ［あすかvs赤鬼&青鬼／紅からの世田谷区救出］

“紅”の制裁にあっている世田谷を助けに行く。
- ［蘭塾奪還プロジェクト］

不破 徳美 （ふわ なるみ）
元・江東区エリアマスター。中学2年生。14歳。配下の末端構成員とは関係なく一人で好き勝手に動いていた。何かと赤江かりんにかまう。
- ［あすかvs東條寧々］

あすかvs東條寧々では、あすか側に味方する。
- ［あすかvs赤鬼&青鬼／紅からの世田谷区救出］

“紅”の制裁にあっている世田谷を助けに行くが、途中でバックレた。
- ［蘭塾奪還プロジェクト］

江東区の末端構成員・アイを懲らしめるために蘭塾に入塾した。

#### エリアマスター
東京23区それぞれの区のリーダー。表番と末端構成員（「ベイビーチック」「ヒヨコ」「兵隊」と呼ばれる）の中間の地位にある。一人につき数十人の女子中学生を率いている。江戸川区、北区、新宿区のエリアマスターは引退している。
「あすかvs東條寧々」戦では、東條寧々の策略で二分化された。あすかに味方しなかったエリアマスター達には事前に東條寧々から「九楽あすかを倒す法」を伝えられ、あすかに勝負に挑む者も出る。東條寧々は自力ではなくエリアマスター達を操ることであすかに勝利しようとしたのだった。元・総エリアマスター桐生の呼び出しに応じあすか側に味方するエリアマスターは、全中裏への反乱と見なされるため引退する覚悟を決める。
「あすかvs東條寧々」戦に参戦したエリアマスター達は“赤鬼”とあすかからの制裁を受け、組織の末端であることを思い知らされた。
千代田区
「キホ」平塚 季穂 （ひらつか きほ）
千代田区の末端構成員の中で頭角を現し「地に円」のシキリ役をしていた。珍しくあすかから名前を尋ねられた人物。赤毛。あすかと行動を共にしたく思う。
- ［あすかvs東條寧々］

千代田区を裏切り世利奈を助ける。事情を知らない忍流華に捕まり、千代田区への見せしめとしてケータイバトルフィールドで賞品にされる。
「小鬼」達が攻め入ってきたケータイバトルフィールドから抜け出すとき、あすかの通信兵となった世利奈を守るよう命令され、3人（あすかはカゲボウシ）で「小鬼」達の包囲から抜け出す。
あすかのカゲボウシは「あすかなら何を思うか、どう動くか考えろ」と言う。
- ［あすかvs赤鬼&青鬼／紅からの世田谷区救出］

“紅”の制裁にあっている世田谷を助けに行く。
東條寧々の失脚により、次のエリアマスターに選ばれる。東條寧々から「鬼影」の「封印の書」を渡され、カゲボウシを二つ持つことになる。「摂政」と東條寧々から全中裏十人衆にまで登りつめることを期待される。
- ［蘭塾奪還プロジェクト］

春日から「摂政」に「あすかと共に蘭塾に行かせ成長させる」と示唆され、あすかと同じヘリコプターで蘭塾へ向かった。「鬼影」を制する力はまだないが、蘭塾でその力を掴もうとする。
東條 寧々 （とうじょう ねね）「お子様ランチ」
前・千代田区エリアマスター。小学5年生。11歳。ロリータ・ファッションに身を包む。
- ［あすかvs東條寧々］

特別待遇でエリアマスターから側近“左”の位置への昇格のチャンスが与えられる。九曜桜紋「花園のマリー」と東條寧々のどちらかが側近“左”になる競い合いとなる。あすかを倒すことが側近“左”に見合う力を示す条件となり、あすかに勝負を挑む。
『花のあすか組!』の戦・23編でHIBARIが褒めるにとどまった作戦立案「敵と戦うことなくして勝つ」を実践した。それは自分では動かず、エリアマスター達に「九楽あすかを倒す法」、あすかを一人の女子中学生と見なして数十人の末端構成員で襲いかからせ敗北させ、その成果を自分のものにするという内容だった。
新宅貴弓などを操り戦況を先見していたが、あすかと“赤鬼”の連動によってエリアマスターと末端構成員が一網打尽になるという結果で敗北した。その後エリアマスターを更迭された。
- ［あすかvs赤鬼&青鬼／紅からの世田谷区救出］

全中裏本部に保管されていた「鬼影」の「封印の書」を「摂政」に手に入れさせ、カゲボウシ九曜紋を二つ持つあすかと対決するときのために所有していた。
あすかと“赤鬼”“青鬼”の対決が始まったと知り、あすかのカゲボウシ二人と「鬼影」が戦っている場に出向く。「鬼影」に「封印の書」を見せ、自分のカゲボウシにしてあすかのカゲボウシ二人と「鬼影」との戦いを中止させる。
「摂政」
千代田区エリアマスター・東條寧々の補佐をしている。18歳。小学生である東條寧々をエリアマスターにし、東條寧々に側近“左”へ昇格するチャンスを得、ブラックチャイナを動かすなど、強い権力を持っている。全中裏本部に自由に出入り出来、東條寧々があすかと対決する場合にそなえて「鬼影」の「封印の書」を手に入れていた。
千代田区エリアマスターが東條寧々から平塚季穂に代替わりし、自身も身を引く。
大田区エリアマスター・漠 らん子（ばく らんこ）「ふくれっつら」
あすかvs東條寧々では、あすか側に味方する。あすかに命令され“赤鬼”をずっと張っていた。ケータイバトルフィールドのあるドラッグストアを包囲し中にいるあすか達を襲撃してきた“赤鬼”の部下「小鬼」達を、「弁天」、忍流華、綾部美葉の兵隊達と、自分の配下の末端構成員とで迎え撃つ。
- ［あすかvs赤鬼&青鬼／紅からの世田谷区救出］

“紅”の制裁にあっている世田谷を助けに行く。
墨田区エリアマスター・新宅 貴弓（しんたく きゆみ）
あすかvs東條寧々では、東條寧々側に付く。策謀を練ることを好む。市花文緒に協力してあすかを倒さないかと誘う。東條寧々に操られていた。
渋谷区エリアマスター・鈴木 三華（すずき みか）「鈴木M」
あすかvs東條寧々では、東條寧々側に付く。シブヤのドラッグストア地下にあるケータイバトルフィールドを仕切っている。春日の後ろ盾を得て強気になっている。
世田谷区エリアマスター・清白 咲也（すずしろ さくや）
あすかvs東條寧々では、東條寧々側に付く。あすかを捕らえる。
- ［あすかvs赤鬼&青鬼／紅からの世田谷区救出］

世田谷があすかを捕らえたことで“紅”の怒りを買い、清白咲也と末端構成員全員がリンチにかけられる。
港区エリアマスター・「弁天」
あすかvs東條寧々では、あすか側に味方する。ケータイバトルフィールドのあるドラッグストアを包囲し中にいるあすか達を襲撃してきた“赤鬼”の部下「小鬼」達を、漠らん子、忍流華、綾部美葉の兵隊達と、自分の配下の末端構成員とで迎え撃つ。
品川区エリアマスター・中山 万利香（なかやま まりか）
あすかvs東條寧々では、東條寧々側に付く。「九楽あすかを倒す法」を実行するが失敗する。
板橋区エリアマスター・綾部 美葉（あやべ みは）
あすかvs東條寧々では、あすか側に味方する。ケータイバトルフィールドのあるドラッグストアを包囲し中にいるあすか達を襲撃してきた“赤鬼”の部下「小鬼」達を、「弁天」、漠らん子、忍流華の兵隊達と、自分の配下の末端構成員とで迎え撃つ。

#### HIBARI・SS
側近“左”が「マリー」となることには絶対に反対している。「マリー」をHIBARIの代役と見立て、二人の戦いによってHIBARIとあすかとの絆を断ち切ることを目的とする。
不知火 （しらぬい）
HIBARI・SS円卓七人衆のNo.2。
- ［蘭塾奪還プロジェクト］

「蘭塾奪還プロジェクト」を遂行。最首とは探り合いの情報交換をしている。「マリー」を蘭塾に託す。あすかを「マリー」に勝たせようとする。
蘭塾、塾生、朱、あすか、カゲボウシの行動を分析し、最首の微里威同盟から蘭塾の奪還を成功させた。だが蘭塾奪還の引き替えに、全中裏が「マリー」を失うことになるとは予測出来なかった。
志摩 （しま）
HIBARI・SS円卓七人衆の第4代円卓頭。

#### カゲボウシ（影武者）
九曜桜紋「花園のマリー」が抜けて24人となった。
HIBARIの意思を最優先として裏番十人衆の影武者となる者達。影武者になるために本体と共鳴する魂を持とうとし、そのためには何でもする。
常に自らの所有者に挑み、所有者の力量を見極め、自分にふさわしいかどうか判断する。そうして痛みを共有して一心同体となる。特に九曜紋は古傷の痛みをも共有するほど本体との絆が強い。
九曜桜紋「花園のマリー」
- 武器／杖、および杖に仕込んだ二股に分かれる鞭。
- 特徴／片足が不自由で杖をつく。着物姿。
- 設定／HIBARIのカゲボウシ。九曜御三家のひとり。カゲボウシの中でも別格中の別格であり、全中裏内部の通説では「存在はするが実体が無い」とされていた。「マリー」の正体を知っていたのはHIBARIとあすかのみ。

全中裏に入ったばかりのあすかの前に姿を現し、「私は『マリー』だったものだ」と告げた。HIBARI・SSでは「『マリー』とはHIBARIの意思を継ぐ者」と見なされ、カゲボウシであることが異常事態だと問題になっている。
あすかとの戦いを望み蘭塾で待っていた。
- ［蘭塾奪還プロジェクト］

あすかが蘭塾入りし、自分の面会に現れた時「この瞬間より『蘭塾全員を人質』とした」と告げる。
蘭塾での全中裏による最首の微里威同盟への勝利のあと、一年後に最首の微里威同盟と再戦する密約を申し出、自らの意思で蘭塾に留まる。あすかに勝利したが、側近“左”には収まらなかった。HIBARIに分け合った痛みを忘れると伝え、カゲボウシでもなくなる。
九曜巴紋
九楽あすかのカゲボウシ。九曜御三家のひとり。あすかと良く似た風貌でソバカスがある。
- ［点画（マーキング）］

ミコのマーキングされた8台の携帯電話の内の一つを持つ。
- ［あすかvs東條寧々］

キホに「あすかなら何を思うか、どう動くか考えろ」と言い、様子を見守っていた。
- ［あすかvs赤鬼&青鬼／紅からの世田谷区救出］

“赤鬼”“青鬼”が九曜紋封じにした「鬼影」との戦いを東條寧々に中止させられる。
- ［蘭塾奪還プロジェクト］

蘭塾入りする。
九曜星紋
九楽あすかのカゲボウシ。九曜御三家のひとり。あすかと良く似た風貌で額に「S」の字がある。
- ［点画（マーキング）］

ミコのマーキングされた8台の携帯電話の内の一つを持つ。
- ［あすかvs東條寧々］

国生光と忍流華を倒す。
- ［あすかvs赤鬼&青鬼／紅からの世田谷区救出］

“赤鬼”“青鬼”が九曜紋封じにした「鬼影」との戦いを東條寧々に中止させられる。
- ［蘭塾奪還プロジェクト］

蘭塾入りする。
鬼影（おにかげ）
“赤鬼”“青鬼”のカゲボウシ2人を指す。
- ［あすかvs赤鬼&青鬼／紅からの世田谷区救出］

あすかのカゲボウシ九曜紋と2対2で戦っていたところ、東條寧々に「鬼影」の「封印の書」を見せられ、自身の所有者を“赤鬼”“青鬼”から東條寧々に変える。
千代田区エリアマスターの代替わりとともに、東條寧々から平塚季穂に「鬼影」の「封印の書」が渡り、「鬼影」二人は平塚季穂のカゲボウシとなる。
“赤鬼”のカゲボウシ
左目に涙ボクロがある。ポニーテール。東條寧々が所有者になった時、甘ロリの格好を指示される。
“青鬼”のカゲボウシ
ベタ無しの長髪。東條寧々が所有者になった時、ゴスロリの格好を指示される。

### 微里威同盟
高知県を本拠地とする女子高校生の集団。
最首 環 （さいしゅ たまき）
微里威同盟のトップ。打倒HIBARIを目的とする。あすかより喧嘩が強い。
- ［点画（マーキング）］

「摂政」と手を組み「蛇頭」のマークをいたる所にマーキングした。
- ［あすかvs東條寧々］

「永字八法」がマーキングされた8台の携帯電話が鳴るとあすか達を襲撃するブラックチャイナを引き受ける。
- ［蘭塾奪還プロジェクト］

全中裏に蘭塾の支配権を奪われ追い出された。しかし一年後、再び支配権を奪い返すために、マリーとの再戦が密約された。
馬場 栞 （ばば しおり）
最首の参謀。左目に傷跡がある。常に二人で行動している。
- ［蘭塾奪還プロジェクト］

HIBARI・SSの不知火にハメられ、最首ら微里威同盟と共に蘭塾から追い出された。

### 蘭塾
全中裏の特別機関だが、最首ら微里威同盟の支配下となって全中裏の手の届かない所となっている。
年長組はホワイトドラゴンと呼び習わされている。
ドラゴン
- ［蘭塾奪還プロジェクト］

女寮年長組代表者。19歳。「薔薇の宮」と桐生を密かに蘭塾へ潜り込ませる。
上沼 麗子（かみぬま れいこ）
- ［蘭塾奪還プロジェクト］

あすかと同室。親切そうに振舞うが盗癖がある。あすかから財布と金貨を盗む。
多恵（たえ）
- ［蘭塾奪還プロジェクト］

あすかと同室。細目。携帯電話依存症。メールを打つ指が衰えないように、電卓を打ち続けている。
アイ
- ［蘭塾奪還プロジェクト］

あすかと同室。江東区の全中裏末端構成員。虚言癖がある。「自分は東区の表番」と嘘をつく。

### シルバーゴースト
横浜最大の暴走族。
ヤスヒロ
「シルバーゴースト」のヘッド。高校生。18歳。
- ［点画（マーキング）］

紙に書かれたあすかへのマーキングを届けに来る。

## 劇場版「花のあすか組 NEO!」
2009年4月25日から5月8日まで渋谷シアターTSUTAYAにて上映。
水森奈々役を演じている「高口真々子」は高口里純の娘。

### スタッフ
- 監督・編集・CG - 釣田泰
- 脚本 - 小谷暢亮
- 制作協力 - PARALLEL
- 製作・配給宣伝 - GPミュージアムソフト
- プロデューサー - 西健二郎、岩下英雅
- 共同プロデューサー - 薬師寺光幸、東田眞一
- 原作 - 高口里純 「花のあすか組！」祥伝社刊
- 撮影 - 武山智則
- 照明 - 高橋昌之
- 録音 - 山田均
- 装飾 - 大島政幸
- 殺陣 - 村上潤
- 音楽 - KAZZ遠藤

### エンディングテーマ
「Sleepy days」
Demolight

### 出演
- 九楽あすか - 高山侑子
- 堂本美子 - 佐野光来
- 巳姫正子 - 倉内沙莉
- 水森奈々 - 高口真々子
- 大我修二 - 照英
- 紅あおい - 佐藤寛子
- テル - 石田卓也
- 赤木 - 寺門ジモン
- 新堂さくら - 福永マリカ
- 望月ノノカ - 河合優
- 白鳥美鈴 - 芹澤みづき
- マキ玲子 - 真下玲奈
- かおり - 弥香
- みどり - 南花実
- ひとみ - 伊藤千絵梨
- カジ - 寺尾由布樹
- 初音 - 宮下舞花
- さやか - ハルカ
- 美咲 - 今村祈履
- じゅり - 和川未優
- ゆき - 高城れに
- アミ - 仲村安沙子
- マナミ - 江口千夏

### 関連商品
- DVD「花のあすか組 NEO!」（2009年7月25日発売）

## 書誌情報
高口里純『新・花のあすか組!』〈祥伝社・FEELコミックス〉全8巻
1. 2004年3月8日発売、ISBN 4-396-76324-7
2. 2004年11月8日発売、ISBN 4-396-76346-8
3. 2005年5月20日発売、ISBN 4-396-76358-1
4. 2006年3月8日発売、ISBN 4-396-76376-X
5. 2007年1月22日発売、ISBN 978-4-396-76398-5
6. 2007年8月8日発売、ISBN 978-4-396-76414-2
7. 2008年6月7日発売、ISBN 978-4-396-76435-7
8. 2009年7月8日発売、ISBN 978-4-396-76462-3